# Cho In-ho
Cho In-ho (südkoreanisch 조 인호; * 24. Juni 1978 in Seoul) ist ein früherer südkoreanischer Skeletonfahrer und Bobsportler.

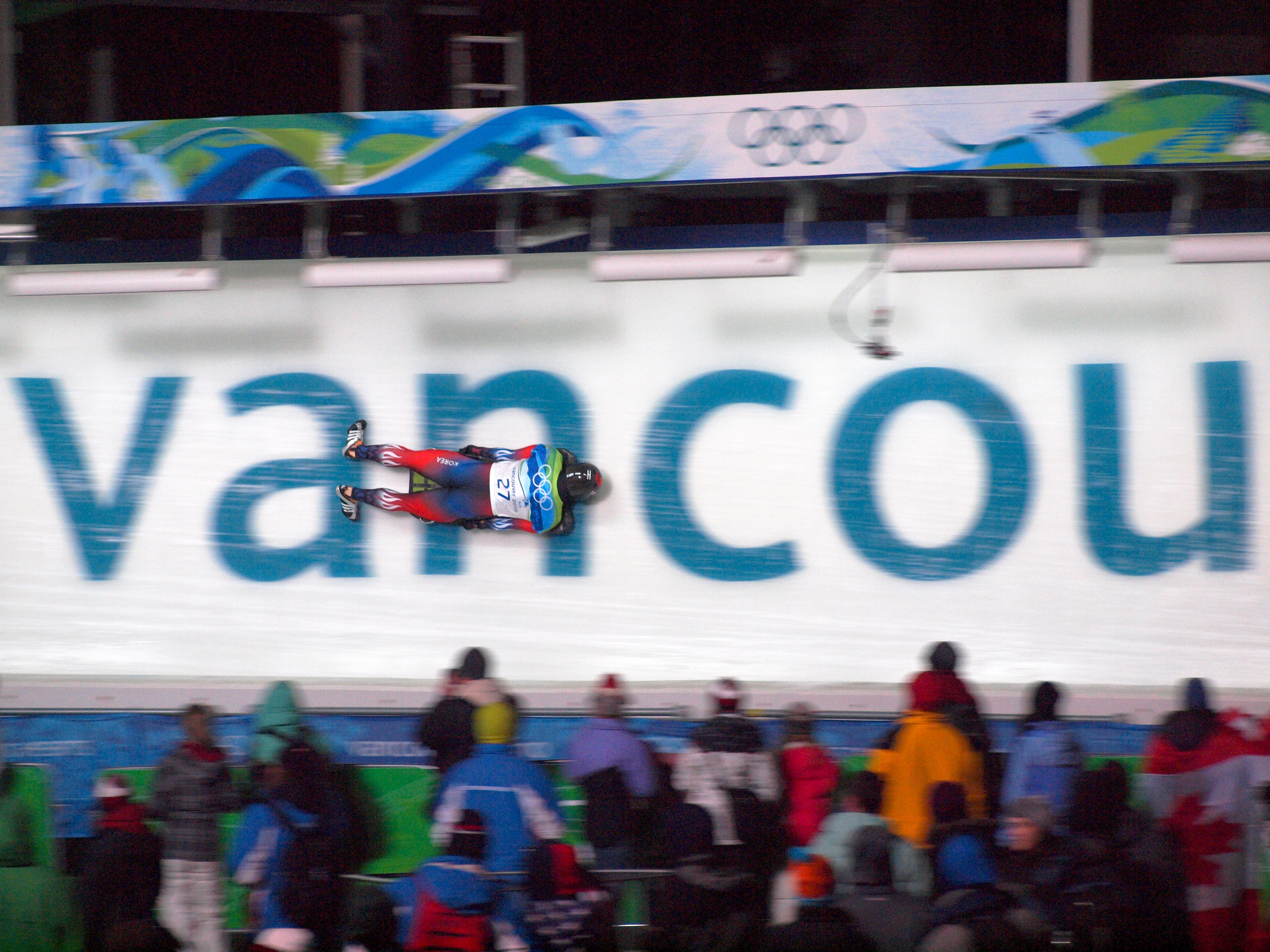
Chao während des Trainings am 18. Februar im Rahmen der Olympischen Spiele 2010 in Vancouver

In-ho Cho aus Gwang won Do gab im November 2004 beim Rennen im Rahmen des Skeleton-Europacups in Igls sein internationales Debüt und erreichte den 59. Platz. Bei der Winter-Universiade 2005 an selber Stelle erreichte er Platz 13. Die Anschubweltmeisterschaft beendete er 2006 in Ilsenburg als Siebter. Zu Beginn des Jahres 2007 erreichte der Südkoreaner im Europacup seine besten internationalen Ergebnisse bis dahin. In Winterberg erreichte er den neunten, in Igls sogar den vierten Platz. Den Rest der Saison fuhr er zunächst im Skeleton-Intercontinentalcup und im Skeleton-America’s-Cup. In Altenberg startete Cho im Februar 2008 erstmals bei einer Skeleton-Weltmeisterschaft und belegte dort den 26. Platz. Zu Beginn der Saison 2008/09 startete der Koreaner erstmals im Skeleton-Weltcup und belegte zum Saisonauftakt in Winterberg den 28. Rang. Bestes Resultat wurde ein 25. Platz in Park City. Gegen Ende der Saison kehrte er in den America’s Cup zurück und erreichte dort mit zwei sechsten Rängen in Lake Placid neue Bestleistungen in der Rennserie. Bestes internationales Resultat wurde ein zweiter Rang in Calgary, wo sich Cho im Dezember 2009 nur Anthony Deane geschlagen geben musste. Im weiteren Saisonverlauf kam er zu Einsätzen im America’s-  und im Continental-Cup. Höhepunkt der Karriere und ihr Abschluss wurde die Teilnahme an den Olympischen Winterspielen 2010 von Vancouver, bei denen Cho 22. wurde.
Neben Skeleton war Cho auch als Bobsportler aktiv. Hier nahm er vor allem im Januar 2008 an der Seite von Pilot Kang Kwang-bae sowie den Anschiebern Kim Jung-su und Lee Jin-hee an Rennen des Viererbob-America’s-Cup teil. Bestes Resultat wurde ein dritter Rang in Park City. Ein America’s-Cup-Rennen im April 2010 in Lake Placid wurde zu Chos letzten internationalem Rennen überhaupt. Mit Pilot Jinhee Lee erreichte er im Zweierbob den elften Platz.